# دنقلا
دُنقُلا مرکز استان شمالیه کشور سودان است.
شهر دنقلا بر کرانه رود نیل قرار گرفته. دنقلا در قدیم یکی از استان‌های نوبیه بالا بود و زمانی هم بخشی از پادشاهی ماکوریا را تشکیل می‌داد که بعدها بخشی از مصر شد و تبدیل به یک پاشانشین گشت.

محل دنقلا بر روی نقشه سودان